# Christina Cox
Pour les articles homonymes, voir Cox.
Christina Cox est une actrice canadienne, née le 31 juillet 1971 à Toronto en Ontario.
Elle est surtout connue pour ses rôles dans des séries comme FX, effets spéciaux ou Blood Ties. Elle est apparue au cinéma notamment dans Better Than Chocolate et Les Chroniques de Riddick.

## Biographie

### Jeunesse et formations
Christina Cox est née le 31 juillet 1971 à Toronto. Elle a deux sœurs aînées, dont l'une, Melissa Cox, est également comédienne.
Elle a pratiqué plusieurs sports, comme le football et la gymnastique.
Elle a étudié le théâtre et la danse au lycée et à l'école de théâtre Ryerson. Elle ambitionnait de devenir danseuse mais des problèmes aux hanches l'ont contrainte à arrêter. Elle pratique également plusieurs sports de combat : taekwondo, boxe, muay-thaï et kick-boxing.

### Carrière
Christina commence sa carrière de comédienne au théâtre, puis obtient son premier rôle dans le film Spike of Love.

## Vie personnelle
Cox est mariée à Grant Mattos, un ancien wide receiver qui jouait pour les Chargers de San Diego dans la NFL. Ils se sont mariés en cachette le 1er octobre 2010, peu après son retour de Survivor. Ils ont une fille, née en décembre 2013

## Filmographie

### Cinéma
- 1994 : Spike of Love : Deb
- 1995 : Un tandem de choc (Due South) : Caroline Morgan
- 1995 : Les Frères Hardy (The Hardy Boys) : Tessa Jones
- 1995 : La Donneuse : Angel
- 1995 : Street Law : Kelly
- 1996 : Mistrial : Ida Cruz
- 1996 : Lonesome Dove: The Outlaw Years : Lucy
- 1996 : Le prix du silence
- 1996 : A Brother's Promise: The Dan Jansen Story : Natalie Grenier
- 1996 : No One Could Protect Her : Elizabeth Jordan (Beth)
- 1996 : The Newsroom : une prostituée
- 1998 : First Wave : Jody Nolan
- 1999 : Better Than Chocolate : Kim
- 2004 : Les Chroniques de Riddick (The Chronicles of Riddick) : Eve Logan
- 2006 : Max Havoc: Ring of Fire : Suzy Blaine
- 2007 : Ascension Day : Margaret Whitehead
- 2013 : Elysium : agent de la CCB
- 2018 : F.R.E.D.I. : Williams
- 2023 : Raptus : Dr Sabrina Peterson

### Séries télévisées
- 1992-1995 : Le Justicier des ténèbres (Forever Knight) : Jeanne d'Arc (saison 1, épisodes 3 et 6 + saison 2, épisodes 8 et 25)
- 1995 : Kung Fu, la légende continue (Kung Fu: The Legend Continues) : Kyra (saison 3, épisode 10)
- 1996-1998 : FX, effets spéciaux (F/X:The Series) : Angela « Angie » Ramirez
- 1998 : Stargate SG-1 : T'akaya (saison 2, episode 13)
- 1998-1999 : The Crow : Jessica Capshaw
- 1999-2000 : Invasion planète Terre (Earth: Final Conflict) : Haley Simmons
- 2000 : Psi Factor, chroniques du paranormal (PSI Factor: Chronicles of the Paranormal) : Jessica « Jessie » Wilson (saison 4, épisode 15)
- 2000 : Au-delà du réel : L'aventure continue (The Outer Limits) : Deb Clement (saison 6, épisode 3)
- 2000 : Girlfriends : Lynn Ann Searcy (pilote originale, remplacée par une autre actrice par la suite)
- 2000 : Code Eternity (Code Name : Eternity) : Sasha (saison 1, épisode 26)
- 2001 : Le Monde des ténèbres (Dark Realm) : Kate (saison 1, épisode 8)
- 2002 : Stargate SG-1 : Lieutenant Kershaw (saison 5, épisode 20)
- 2003 : Cold Case : Affaires classées (Cold Case) : Sherry Stephens (saison 1, épisode 9)
- 2003 : Spy Girls (She Spies !) : Margo (saison 1, épisode 18)
- 2003 : Mutant X : Becky Dolan (saison 2, épisode 11)
- 2004 : Nikki and Nora : Nora Delaney (pilote non retenu par UPN mais diffusé sur Internet)
- 2004 : The Chris Isaak Show : Pamela (saison 3, épisode 12)
- 2004 : Les Experts : Miami (CSI : Miami) : Jenny Moylan (saison 2, épisode 15)
- 2004 : Andromeda : Aleyss San (saison 4, épisodes 10 et 11)
- 2005 : This Is Wonderland : Wendy (saison 2, épisode 11)
- 2005 : Dr House (House M.D.) : Annette Raines (saison 1, épisode 20)
- 2005 : Numb3rs : Officier Morris (saison 1, épisode 13)
- 2005 : Eyes : Linda Barstow (saison 1, épisode 3)
- 2007 : Bones : Anne Marie Ostenbach (saison 3, épisode 3)
- 2007-2008 : Blood Ties : Vicki Nelson
- 2008 : Stargate Atlantis : Anne Teldy (saison 5, épisode 7)
- 2008-2009 : 3Way : Lara Lancaster
- 2009 : Dexter : Officier Zoey Kruger (saison 4, épisode 4)
- 2009 : Defying Gravity : Jen Crane
- 2010 : 24 heures chrono (24) : Agent Molly O'Connor (saison 8, épisode 14)
- 2010 : Mentalist : Delinda LeCure (saison 3, épisode 5)
- 2011 : NCIS : Enquêtes spéciales (NCIS) : Sergent Georgia Wooten (saison 8, épisode 13)
- 2011 : Médecins de combat (Combat Hospital) : Ariel Garamond (saison 1, épisodes 6 et 7)
- 2013 : Castle : Maggie Finch (saison 5, épisode 18)
- 2014 : Nikki & Nora: The N&N Files : Nora Delaney
- 2014 : Perception : Mme Jennings (saison 3, épisode 5)
- 2015 : NCIS : Los Angeles  : Agent du FBI Allison Conway (saison 6, épisode 18)
- 2015 : Arrow : le maire Celia Castle (saison 3, épisodes 5, 11 et 17)
- 2015 : NCIS : Nouvelle-Orléans - 1 épisode : Dinah Clark
- 2016 : Elementary : L'Art et la Manière  (saison 4 épisode 20)  : Christa Pullman
- 2016 : Motive : Commandant Susan Bailin (épisodes 7 et 8, saison 4)
- 2016 - 2018 : Shadowhunters : Elaine Lewis
- 2017 : iZombie : Katty Kupps (4 épisodes)
- 2019 : Esprits criminels : Le Joueur de flûte de Hamelin  (saison 14 épisode 12)  : Agent Brenda Channing
- 2023 : Reacher (saison 2) : Marlo Burns

### Téléfilms
- 2000 : Code Name Phoenix (en) : Aurora
- 2001 : Traque sans répit (Jane Doe) : Peter
- 2003 : Ice Target (Sometimes a Hero) : Cassandra Diaz
- 2008 : SIS: Unité d'élite (SIS : Special Investigation) : Roz
- 2008 : À la recherche de Mr. Parfait (Making Mr. Right) : Hallie Galloway
- 2010 : Un étranger dans ma maison (The Stepson) : Donna May
- 2012 : Dangereuse liaison (Cyber Seduction) : Jamie Chapman
- 2012 : La Fugitive (Fugitive at 17) : Détective Cameron Langford
- 2013 : À l'aube de la destruction (1 et 2/2) (Eve of Destruction) : Dr. Rachel Reed
- 2013 : Froid comme la vengeance (The Contractor) : Elizabeth Chase
- 2014 : Ma fille sous influence (Crimes of the Mind) : Carolyn Raeburn
- 2016 : Une mère manipulatrice (Taken Too Far. Anciennement Deadly Dance Mom) : Jeanette Grayson, mère de Sara
- 2017 : Deux filles pour une seule place (Sidelined) : Rhonda
- 2017 : Ma fille est innocente ! (Precious Things) :  Heather Davies
- 2019 : Les petits meurtres de Ruby : héritage empoisonné (Ruby Herring Mysteries: Her Last Breath) de Fred Gerber : Amanda Kelly
- 2021 : Escapade entre rivales (Deadly Mom Retreat) de Jane T. Higgins : Marissa / Claire